# アクセル・ローベンシュタイン
アクセル・ローベンシュタイン（Axel Lobenstein、1965年5月19日 - ）は、ドイツの柔道選手。テューリンゲン州出身。階級は86kg級。身長180cm。

## 人物
最初は東ドイツの選手として、1984年のヨーロッパジュニア86kg級で2位になると、翌年には優勝を飾った。1988年のソウルオリンピックには出場できなかった。1989年の世界選手権では銅メダルを獲得した。1990年のヨーロッパ選手権で2位になった。その後はドイツの選手として、1991年のヨーロッパ選手権では優勝を果たすも、世界選手権では7位に終わった。1992年のバルセロナオリンピックでは5位だった。

## 主な戦績
- 1984年 - ヨーロッパジュニア　2位
- 1985年 - ヨーロッパジュニア　優勝
- 1986年 - フランス国際　3位
- 1986年 - ドイツ国際　3位
- 1987年 - 正力国際　3位
- 1988年 - オーストリア国際　優勝
- 1989年 - 正力国際　2位
- 1989年 - ドイツ国際　3位
- 1989年 - 世界選手権　3位
- 1990年 - チェコ国際　優勝
- 1990年 - ヨーロッパ選手権　2位
- 1991年 - ドイツ国際　優勝
- 1991年 - オランダ国際　優勝
- 1991年 - ヨーロッパ選手権　優勝
- 1991年 - 世界選手権　7位
- 1992年 - フランス国際　3位
- 1992年 - ドイツ国際　3位
- 1992年 - バルセロナオリンピック　5位
- 1994年 - ドイツ国際　3位
- 1995年 - ドイツ国際　優勝
- 1995年 - チェコ国際　優勝
- 1996年 - 正力国際　3位
- 1996年 - ドイツ国際　優勝